# كيفن إليس (متزلج صدري)
كيفن إليس (بالإنجليزية: Kevin Ellis)‏ هو متزلج صدري أمريكي، ولد في 29 يونيو 1973 في دالاس في الولايات المتحدة.

## وصلات خارجية
- كيفن إليس على موقع الاتحاد الدولي لألعاب القوى (الإنجليزية)
- كيفن إليس على موقع IBSF (الإنجليزية)
- كيفن إليس على موقع أوليمبيديا (الإنجليزية)